# Kabinett Salmond I
Das Kabinett Salmond I bildete vom 17. Mai 2007 bis 19. Mai 2011 die Regierung Schottlands unter dem First Minister Alex Salmond. Die Regierung war eine Minderheitsregierung der Scottish National Party, die bei den Parlamentswahlen 2007 stärkste Kraft geworden war.  Nach der Parlamentswahl in Schottland 2011 konnte Alex Salmond mit Absoluter Mehrheit weiter regieren.

## Zustandekommen
Bei der Wahl 2007 erhielt keine Partei eine absolute Mehrheit und es kam zu einem Hung Parliament. Die SNP schloss ein loses Abkommen mit der Green Party, wonach diese die Kabinettsnominierungen Salmonds zustimmen würden und im Austausch einige Zugeständnisse in der Umweltpolitik erhielten. Die SGP verpflichtete sich jedoch nicht der Regierung in Vertrauens- oder Haushaltsfragen beizustehen. So konnte Alex Salmond am 16. Mai 2007 im zweiten Wahlgang mit den 49 Stimmen der SNP und SGP zu 46 Stimmen für Jack McConnell, den amtierenden First Minister und Kandidat der Scottish Labour Party zum Ersten Minister gewählt werden. Möglich wurde die nur, da sich die Konservativen und Liberalen nach dem ersten Wahlgang enthielten. Im Folgenden stützte sich Salmonds Schottische Regierung in Haushaltsfragen vor allem auf die Konservativen, die jeden seiner vier Budgets zustimmte.

## Mitglieder

### Kabinettsmitglieder
(Cabinet Secretaries, falls nicht anders erwähnt)
| Amt                                                     | Bild | Name             | Partei | Partei    | Amtszeit  |
| ------------------------------------------------------- | ---- | ---------------- | ------ | --------- | --------- |
| First Minister                                          |      | Alex Salmond     |        | SNP       | 2007–2011 |
| Deputy First Minister                                   |      | Nicola Sturgeon  | SNP    | 2007–2011 |           |
| Ministerin für Gesundheit und Stadtentwicklung          |      | Nicola Sturgeon  | SNP    | 2007–2011 |           |
| Minister für Finanzen, Arbeit und nachhaltiges Wachstum |      | John Swinney     | SNP    | 2007–2011 |           |
| Minister/in für Bildung und Weiterbildung               |      | Fiona Hyslop     | SNP    | 2007–2009 |           |
| Minister/in für Bildung und Weiterbildung               |      | Michael Russell  | SNP    | 2009–2011 |           |
| Minister für Justiz                                     |      | Kenny MacAskill  | SNP    | 2007–2011 |           |
| Minister für Umwelt und ländliche Angelegenheiten       |      | Richard Lochhead | SNP    | 2007–2011 |           |

### Staatssekretäre
| Staatssekretäre(Junior Minister)          | Name                | Partei | Partei    | Amtszeit  |
| ----------------------------------------- | ------------------- | ------ | --------- | --------- |
| Angelegenheiten des Parlaments            | Bruce Crawford      |        | SNP       | 2007–2011 |
| Äußere Angelegenheiten, Europa und Kultur | Linda Fabiani       | SNP    | 2007–2009 |           |
| Äußere Angelegenheiten, Europa und Kultur | Michael Russell     | SNP    | 2009      |           |
| Äußere Angelegenheiten, Europa und Kultur | Fiona Hyslop        | SNP    | 2009–2011 |           |
| Energie, Unternehmen und Tourismus        | Jim Mather          | SNP    | 2007–2011 |           |
| Transport und Infrastruktur               | Stewart Stevenson   | SNP    | 2007–2010 |           |
| Transport und Infrastruktur               | Keith Brown         | SNP    | 2010–2011 |           |
| Bildung und Fähigkeiten                   | Maureen Watt        | SNP    | 2007–2009 |           |
| Bildung und Fähigkeiten                   | Keith Brown         | SNP    | 2009–2010 |           |
| Bildung und Fähigkeiten                   | Angela Constance    | SNP    | 2010–2011 |           |
| Kinder und junge Menschen                 | Adam Ingram         | SNP    | 2007–2011 |           |
| Gesundheitsdienste und Sport              | Shona Robison       | SNP    | 2007–2011 |           |
| Wohnungsbau und Communities               | Stewart Maxwell     | SNP    | 2007–2009 |           |
| Wohnungsbau und Communities               | Alex Neil           | SNP    | 2009–2011 |           |
| kommunale Sicherheit                      | Fergus Ewing        | SNP    | 2007–2011 |           |
| Umwelt und Klimawandel                    | Michael Russell     | SNP    | 2007–2009 |           |
| Umwelt und Klimawandel                    | Roseanna Cunningham | SNP    | 2009–2011 |           |

Der Lord Advocate (Generalstaatsanwalt), Elish Angiolini, wird auch zu den Mitgliedern des Kabinetts gezählt, ist jedoch kein Minister und nahm seit 2007 auch nicht mehr an den Kabinettssitzungen teil.